# Kopaonik

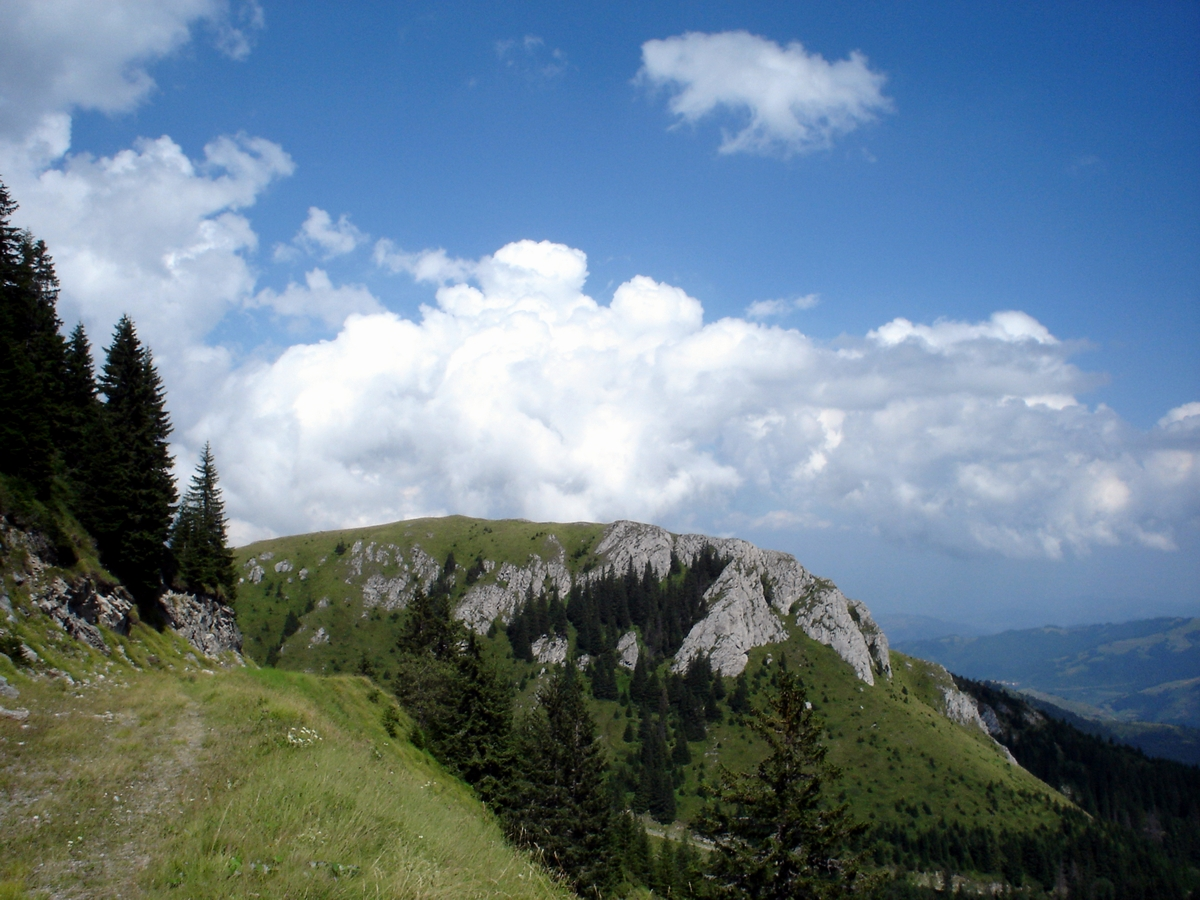
Blick über die Berglandschaft auf etwa 1700 m Höhe

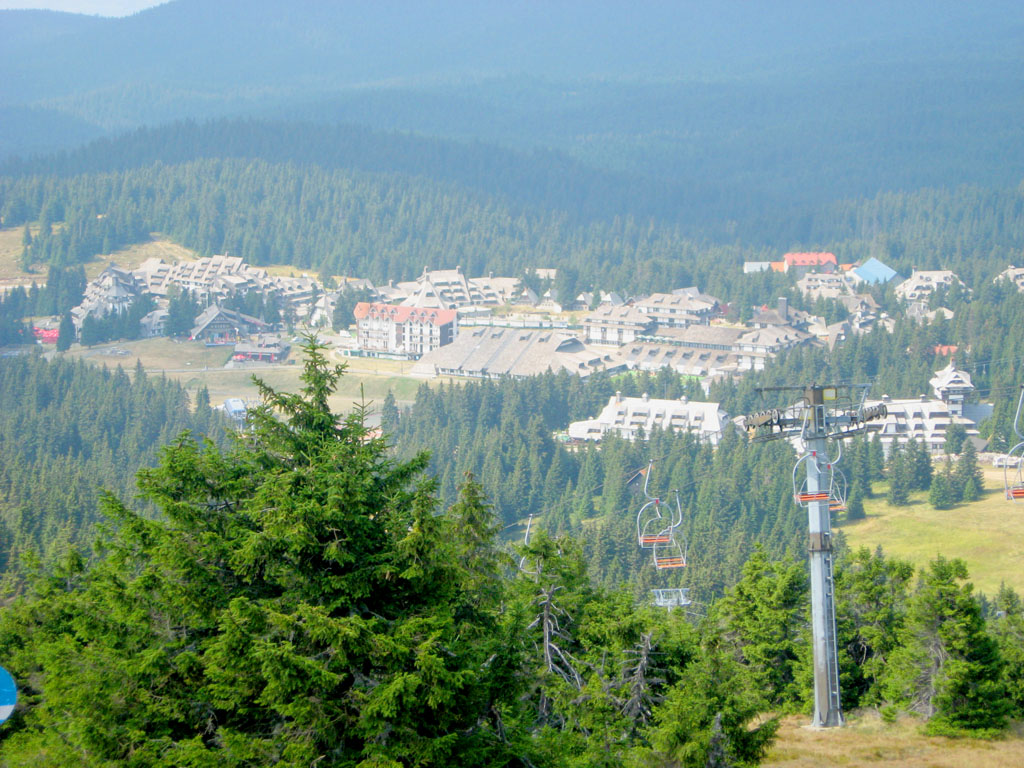
Skizentrum

Der Kopaonik (serbisch-kyrillisch Копаоник, albanisch auch Kopaoniku oder auch Mali i Kopaonikut) ist ein Gebirge in Südserbien, etwa 260 km südlich von Belgrad. 

## Details
Der südliche Teil des Gebirges liegt im Kosovo und erstreckt sich dort bis Mitrovica. Mit einer Länge von 120 km und einer Breite von maximal 60 km ist es das größte Gebirge Serbiens. Der höchste Berg des Kopaonik, der Pančićev vrh, ist jedoch mit 2017 m Höhe nicht der höchste Berg Serbiens. 
Das Gebirge eignet sich gut für den Sommer- und Wintersport, die Gründe dafür sind die Schneesicherheit von rund 160 Tagen im Jahr und über 200 Sonnentage im Jahr. Deswegen hat das Gebirge auch den Beinamen „Berge der Sonne und des Schnees“. Im Kopaonik befinden sich Geysire und Wasserfälle, darunter der Jelovarnik, der zweithöchste Wasserfall in Serbien.
Auf dem Kopaonik wurde in den 1970er Jahren ein Skizentrum eingerichtet, welches 2006 modernisiert und erweitert wurde, sowie in den 1980er Jahren ein Nationalpark. Das Gebirge wird touristisch genutzt.